# Бизингер, Ульрих
У́льрих Би́зингер (нем. Ulrich Biesinger; 6 августа 1933, Оберхаузен — 18 июня 2011, Аугсбург) — немецкий футболист, центральный нападающий сборной ФРГ, чемпион мира 1954 года.

## Биография
Ульрих Бизингер родился в районе Аугсбурга Аугсбург-Оберхаузен (de:Augsburg-Oberhausen). Начал карьеру футболиста в команде родного города БК «Аугсбург» (de:BC Augsburg). В 1950-е годы Бизингер был одним из лучших бомбардиров в Оберлиге Зюд, в которой принимали участие лучшие клубы земель Бавария, Баден-Вюртемберг и Гессен, и являвшейся одной из высших лиг в западногерманском футболе до формирования Бундеслиги в 1963 году. Нападающий с 1952 по 1960 год в 187 матчах Оберлиги отличился 105-ю забитыми голами.
Дебют Ульриха в большом футболе состоялся 24 августа 1952 года в гостевом матче против «Штутгарта», в котором БК «Аугсбург» уступил со счётом 2:3. Всего в первом сезоне 19-летний игрок в 30 матчах забил 13 голов. Родной клуб Бизингера, который не добивался серьёзных успехов, в 1959 году вылетел во 2-ю лигу чемпионата и в 1960 году нападающий был вынужден перейти в «Ройтлинген 05». Присовокупив к своему бомбардирскому счёту ещё 44 гола в 78 матчах Оберлиги Зюд, Бизингер сумел выйти на третье место по количеству голов в истории этой Лиги.
В 1963 году была образована Бундеслига, куда был включён и БК «Аугсбург». Бизингер вернулся в родную команду, где провёл ещё два сезона, однако постепенно травмы стали надолго выводить его из строя. В 1965 году футболист перешёл в другую команду Аугсбурга, «Швабен». Проведя в её составе в первой половине сезона 6 матчей, в октябре Ульрих получил серьёзную травму мениска. 6 марта 1966 года он предпринял первую попытку вернуться на поле в домашней игре против «Вайдена». Последний раз на поле Ульрих появился в гостевой игре против «Мангейма». В 1969 году БК «Аугсбург» и «Швабен» объединились в команду «Аугсбург».
С 4 июля 1953 по 12 апреля 1959 года Ульрих Бизингер выступал во второй национальной сборной Германии. Его удачная игра во второй сборной привлекла внимание Зеппа Хербергера. Тренер национальной команды включил Бизингера в заявку сборной ФРГ на чемпионат мира 1954 года. Тогда 20-летний Ульрих был самым молодым игроком команды. В итоге, он стал чемпионом мира, хотя не провёл на турнире ни одного матча.
Дебют в национальной команде произошёл в сентябре того же 1954 года в игре против Бельгии в Брюсселе. Ульрих провёл 7 матчей за основную сборную ФРГ, а лучшим годом для него стал 1956, когда он забил свои два гола за национальную команду. Он был кандидатом на поездку в Швецию на чемпионат мира, однако не был включён в заявку. Свой последний матч за сборную ФРГ Бизингер провёл 28 декабря 1958 года против Египта в Каире. Спустя 3 дня, 1 января 1959 года, он также был в заявке команды в очередной игре против Египта, но не сыграл в том матче.
После завершения игровой карьеры Бизингер работал тренером в различных любительских командах Аугсбурга. Занимался благотворительностью, участвуя в играх команд ветеранов.

## Достижения
- Чемпион мира: 1954